# MN-111
MN-111 – polska przeciwdenna mina przeciwpancerna.
Mina MN-111 jest ustawiana narzutowo przy pomocy śmigłowcowego systemu minowania narzutowego Platan. Po zrzuceniu ze śmigłowca mina wbija się w ziemię co utrudnia jej wykrycie wzrokowe. Mina MN-111 jest miną nieusuwalną. Jest także odporna na trałowanie przy pomocy ładunków wydłużonych i elektromagnetyczne. Po ustalonym podczas minowania czasie (3, 6, 12, 24, 48, lub 96 godzin) następuje samolikwidacja miny.